# Yuki Miyazaki
Yuki Miyazaki (en japonés: 宮崎有妃, Miyazaki Yuki) (Anjō, 2 de febrero de 1979) es una luchadora profesional japonesa que compite con la promoción Pro Wrestling Wave.

## Carrera profesional

### Circuito independiente (1995-presente)
Miyazaki debutó como luchadora profesional el 8 de enero de 1995, en un house show promovido por Japanese Women Pro-Wrestling Project, donde luchó contra Tomoko Kuzumi en un empate con límite de tiempo. Participó en un gauntlet match de 50 mujeres en OZ Academy/Manami Toyota Produce Manami Toyota 30th Anniversary, el show de retiro de Manami Toyota producido por Oz Academy el 3 de noviembre de 2017, donde fue la duodécima mujer en ser inmovilizada.
Participó en el show de retiro de Dynamite Kansai también, en OZ Academy/Dynamite Kansai Produce Farewell Dynamite Kansai, del 11 de diciembre de 2016, donde hizo equipo con Kaori Yoneyama y Aoi Kizuki para derrotar a Bachiko, Reika y Command Bolshoi en un tag team match de seis mujeres. Es conocida por su permanencia en Seadlinnng, promoción para la que luchó en eventos como Seadlinnng Fortissimo a partir del 24 de mayo de 2017, donde hizo equipo con Nanae Takahashi en un esfuerzo perdedor ante Aja Kong y Mika Akino.
Miyazaki participó en la AAA Lucha Libre Victoria World Cup 2016, un evento producido por Lucha Libre AAA Worldwide, donde hizo equipo con Aja Kong y Sumire Natsu, representando al Equipo Japón y enfrentándose al Equipo Canadá (Taya Valkyrie, Allie y KC Spinelli) en la semifinal del torneo el 3 de junio. Perdieron ante el Equipo México (Faby Apache, Mari Apache y Lady Apache) en la final del torneo el 5 de junio. En Assemble Vol. 4, un evento producido por Women's Pro-Wrestling Assemble el 6 de marzo de 2021, Miyazaki luchó contra Yumi Ohka, Nagisa Nozaki y Sakura Hirota en un combate a cuatro bandas.
Miyazaki fue varias veces campeona de peso pesado Ironman, y un evento en el que compitió por ello fue el 11 de marzo de 2007, en el DDT 10th Anniversary: Judgement 2007, promovido por Dramatic Dream Team, donde se enfrentó a Exciting Yoshida, Fushicho Karasu, Kikutaro, Naoshi Sano y Taneichi Kacho en un 5 Minute + α Minute Limitless Battle Royal por el título.

### NEO Japan Pro Wrestling (1999-2010)
En NEO The Last Holy Fight In KINEMA, del 28 de noviembre de 2010, Miyazaki formó equipo con su compañera de tag team de toda la vida, Tanny Mouse, para derrotar a Aya Yuuki y Ryo Mizunami por el NEO Tag Team Championship.

## Campeonatos y logros
- All Japan Women's Pro-Wrestling
  - AJW Tag Team Championship (1 vez) - con Tanny Mouse[15]
- Dramatic Dream Team/DDT Pro-Wrestling
  - Ironman Heavymetalweight Championship (15 veces)[16]
- Ice Ribbon
  - International Ribbon Tag Team Championship (1 vez) - con Tanny Mouse[17]
- Japanese Women Pro-Wrestling Project
  - JWP Korakuen Tag Team Championship (1 vez) - con Tomoko Kuzumi[18]
  - JWP Awards
  - Best Bout Award (2003)
- NEO Japan Ladies Pro-Wrestling
  - NEO Tag Team Championship (2 veces) - con Tanny Mouse[19]
  - NEO Itabashi Tag Team Championship (6 veces) - con Tanny Mouse[20]
  - NEO Kitazawa Tag Team Championship (4 veces) - con Tanny Mouse[21]
  - NEO Hall Of Fame (2010)
- Pro Wrestling Wave
  - Wave Tag Team Championship (5 veces) - con Nagisa Nozaki (1), Sakura Hirota (1), Yumi Ohka (1), Hibiscus Mii (1) y Yuko Sakurai (1)[22]